# Skopytce
Skopytce är en ort i Tjeckien.   Den ligger i regionen Södra Böhmen, i den centrala delen av landet, 90 km söder om huvudstaden Prag. Skopytce ligger 500 meter över havet och antalet invånare är 157.
Terrängen runt Skopytce är lite kuperad, och sluttar västerut. Runt Skopytce är det glesbefolkat, med 19 invånare per kvadratkilometer. Närmaste större samhälle är Tábor, 13,7 km nordväst om Skopytce. Omgivningarna runt Skopytce är en mosaik av jordbruksmark och naturlig växtlighet.